# Auto-învinovățire
Auto-învinovățirea este un sentiment reprezentat de momentul în care o persoană se acuză pe sine că ar avea o vină într-un anumit domeniu (ar fi vinovată). Acest sentiment poate dispărea în orice clipă, în cele mai multe cazuri după ce persoana care se auto-învinovățește găsește o cale pentru a împăca situația respectivă.